# William Thomas Calman
William Thomas Calman (29 grudnia 1871 w Dundee - 29 września 1952) – szkocki zoolog, specjalizujący się w badaniach nad skorupiakami.
Calman urodził się w Dundee, gdzie ukończył High School of Dundee. W towarzystwie naukowym w rodzinnym Dundee poznał D'Arcy Thompson. Został jego pomocnikiem w laboratorium. Thompson umożliwił mu bezpłatne uczestnictwo w wykładach na Uniwersytecie w Dundee. Po ukończeniu z wyróżnieniem studiów w 1895 r., Calman objął tam posadę wykładowcy, gdzie pracował przez następne osiem lat. Później pracował w Muzeum Historii Naturalnej w Londynie, gdzie był asystentem kuratora działu zoologii (opiekował się m.in. sekcją skorupiaków i kikutnic). W 1909 r. napisał sekcję o skorupiakach w Treatise on Zoology (Rozprawa Zoologiczna) autorstwa Raya Lankestera, w której umieszcza wprowadzenie do nadrzędów: Eucarida (raki właściwe), Peracarida (torboraki) i Hoplocarida (hoplitowce). Jest także autorem  podziału skrzelonogów (Branchiopoda) na cztery rzędy: bezpancerzowce (Anostraca), przekopnice (Notostraca), muszloraczki (Conchostraca) i wioślarki (Cladocera) (obecnie podrząd w rzędzie dwupancerzowców (Diplostraca)). W 1921 r. Calman został członkiem Royal Society, jako pierwszy absolwent Uniwersytetu w Dundee. W latach 1923–1928 był sekretarzem, a w latach 1934-1937 prezydentem Towarzystwo Linneuszowskie w Londynie, przez które został odznaczony w 1946 r. Medalem Linneusza.

## Taksony nazwane i opisane przez Calmana
Taksony nazwane i opisane przez Calmana obejmują m.in.::
- Anaspidacea Calman, 1904
- Anthracocaris Calman, 1933
- Arcania gracilipes Calman, 1900
- Bresiliidae Calman, 1896
- Bresilioidea Calman, 1896
- Campylaspis rostrata Calman, 1905
- Cladocera Calman, 1901
- Cumella (Cumewingia) clavicauda Calman, 1911
- Cumella (Cumewingia) forficula Calman, 1911
- Cumella (Cumewingia) leptopus Calman, 1911
- Ceratocuma Calman, 1905
- Ceratocuma horridum Calman, 1905
- Ceratocumatidae Calman, 1905
- Cyclaspis varians Calman, 1912
- Dipteropeltis hirundo Calman, 1912
- Elassocumella micruropus (Calman, 1911)
- Eocuma dollfusi Calman, 1907
- Eocuma longicorne Calman, 1907
- Eucarida Calman, 1904
- Euryrhynchus burchelli Calman, 1907
- Hoplocarida Calman, 1904
- Nematobrachion Calman, 1905
- Oxyurostylis smithi Calman, 1912
- Paradiastylis Calman, 1904
- Paralimnoria andrewsi Calman, 1910
- Peracarida Calman, 1904
- Pigrogromitus timsanus Calman, 1927
- Pontonides unciger Calman, 1939
- Potamon (Geothelphusa) methueni Calman, 1913
- Potamonautes warreni (Calman, 1918)
- Scalpellum juddi Calman, 1918
- Sesarma boulengeri Calman
- Thaumastocheles japonicus Calman, 1913